# Axonopus compressus
Axonopus compressus är en gräsart som först beskrevs av Olof Swartz, och fick sitt nu gällande namn av Ambroise Marie François Joseph Palisot de Beauvois. Axonopus compressus ingår i släktet Axonopus och familjen gräs. Inga underarter finns listade i Catalogue of Life.

## Bildgalleri

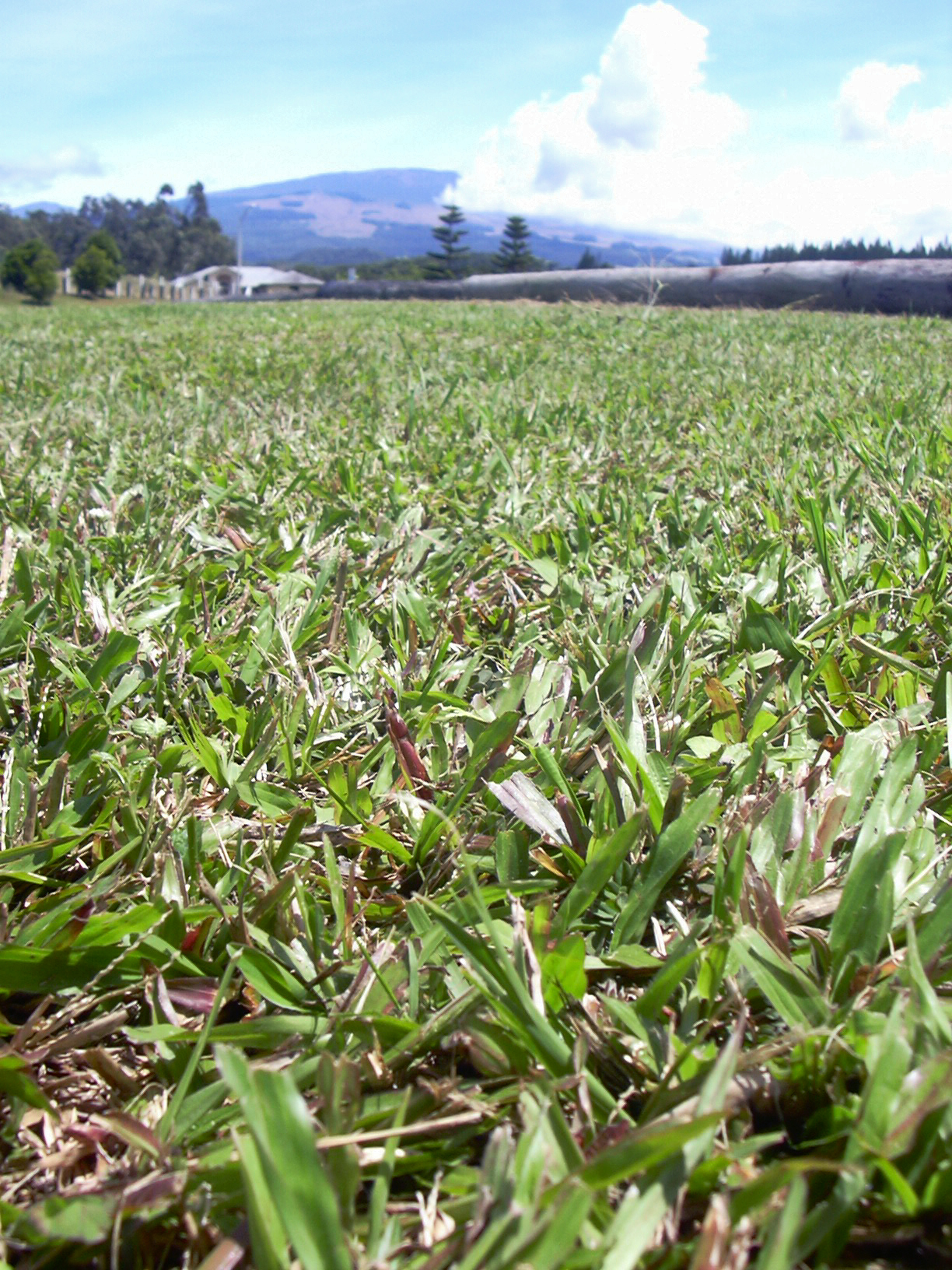
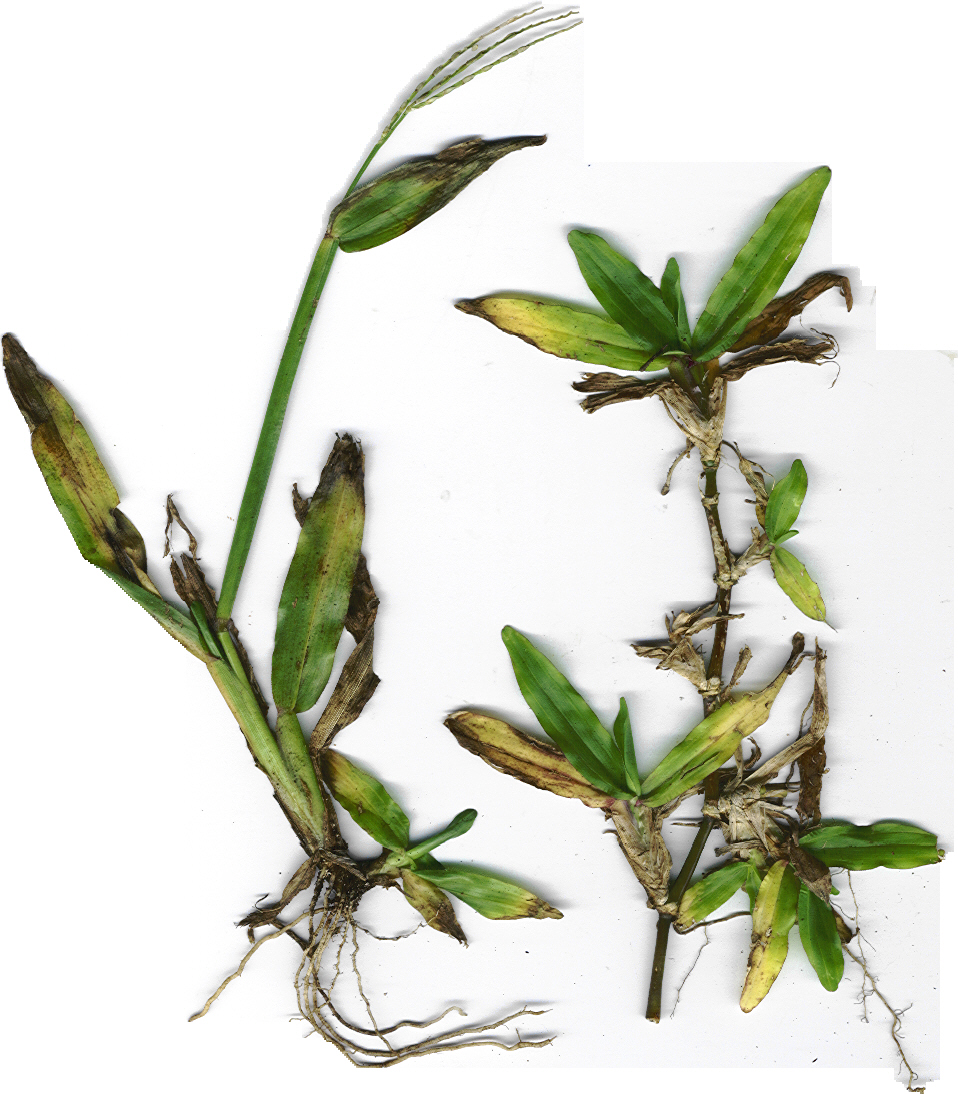
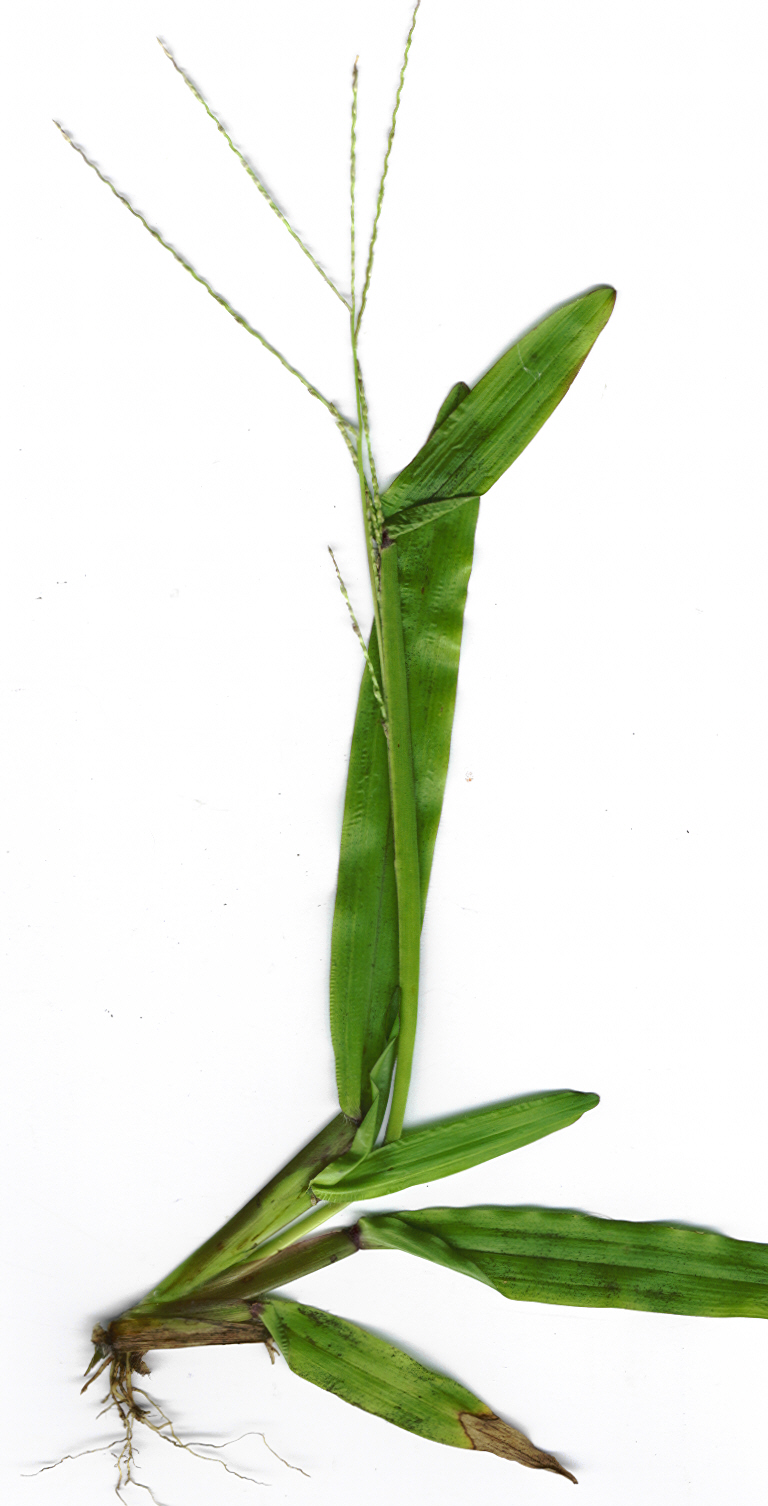
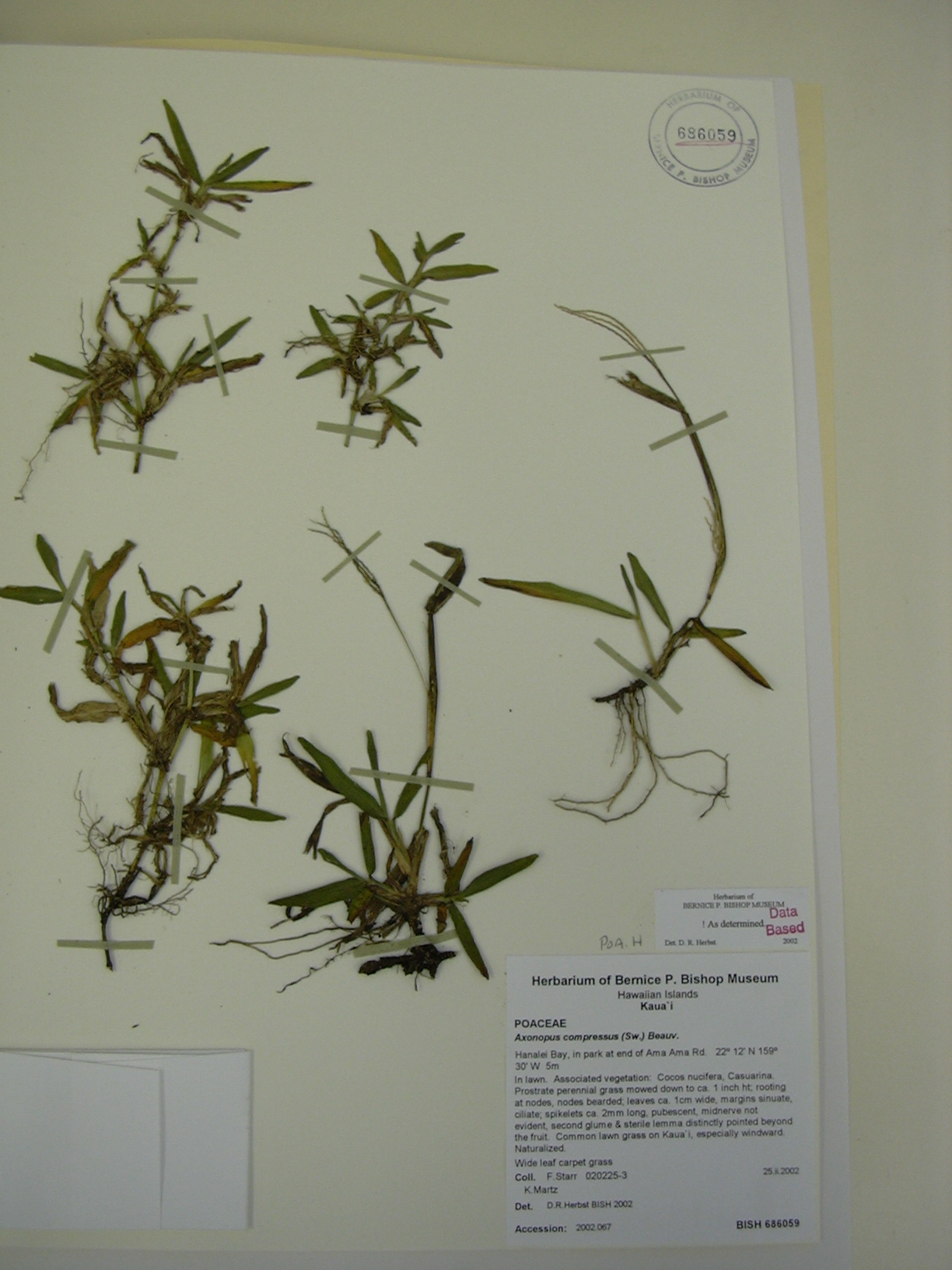
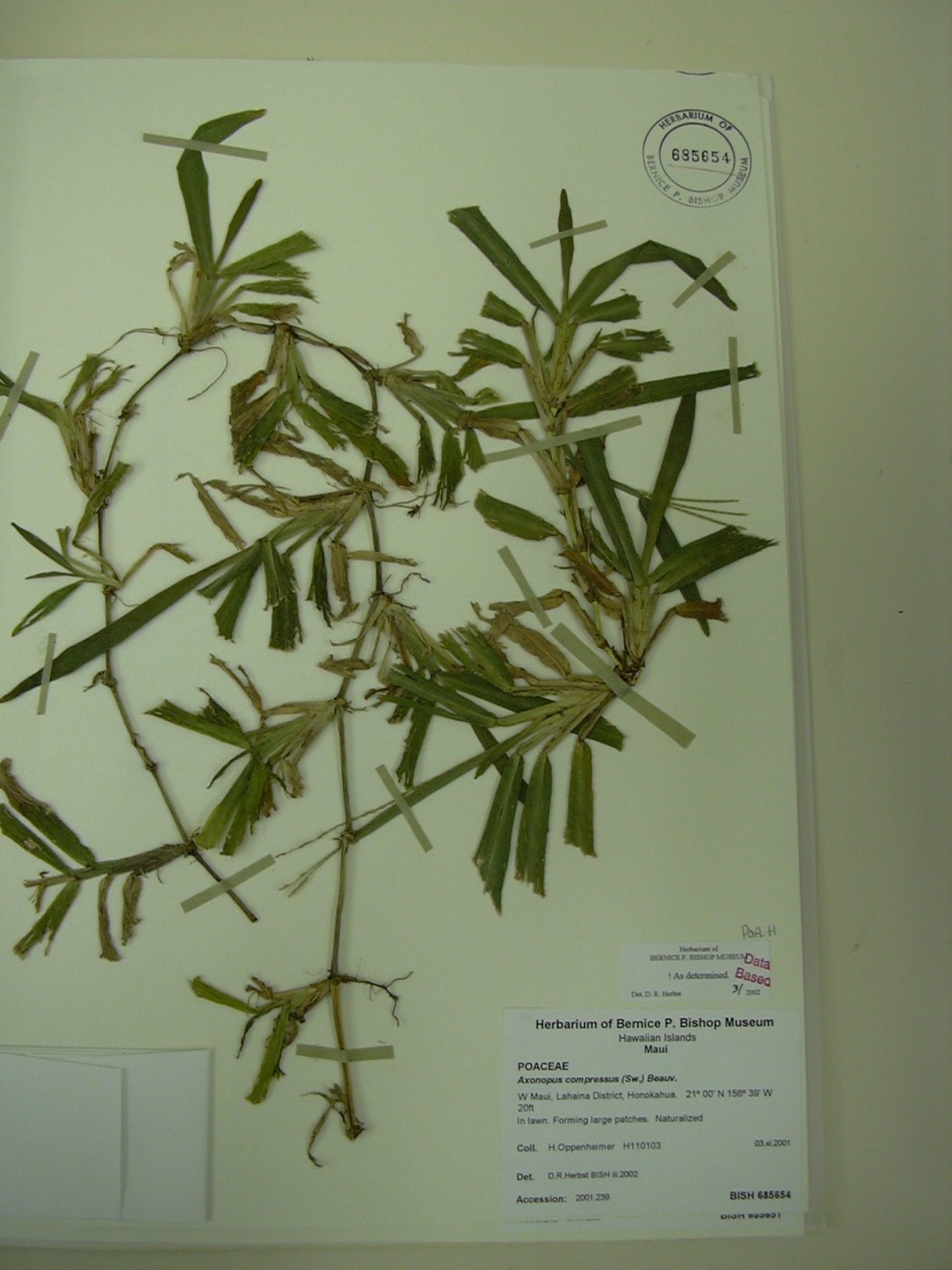